# Hymne de la Martinique
L'hymne local de la Martinique, ainsi qu'un drapeau local, ont été sélectionnés à l'issue d'un vote des citoyens de l'île le 13 janvier 2023 et annoncés le 16 janvier 2023. Les paroles sont en créole antillais ou martiniquais, largement parlé, mais non officiel. L'hymne est destiné à exprimer une identité unique dans les événements sportifs et culturels, mais en tant que partie intégrante de la France, “La Marseillaise” est utilisée comme hymne national.
Il y avait auparavant un hymne local déclaré par le président de la collectivité territoriale le 10 mai 2019. Intitulé "Lorizon" par Rosetta Varasse, il a été décidé en novembre 2021 qu'il n'était pas du pouvoir du président de déclarer un hymne, mais plutôt celui de l'Assemblée nationale et le processus de sélection d'un nouvel hymne a été lancé. Le nouvel hymne a été ratifié par l'Assemblée nationale le 2 février 2023.
On ignore qui est l'auteur de l'hymne, cependant, le gagnant de la deuxième place du concours 2019 était également une œuvre intitulée “Ansanm” et l'auteur de cette pièce est Léon Sainte-Rose Franchine, cela pourrait être la même œuvre.

## Paroles
Manmay matinik i lè pou nou sanblé

Manman nou bizwen yich li soudé

fodré nou fè fos pou sové latè'a

ki fè nou ni manjé jodi'a.
Refrain:
An ti lilèt mè yo sé di sé paradi

an mòso tè ki ka poté lavi

la nati ka kriyé matinitjé lévé

la viktwa sé pou nou si nou lé.
Nou pa doubout la pou gadé mas pasé

nou ka djoubatjé pou nou vansé

zansèt nou montré yo té vayan djérié

sé pou sa nou tout la ké lité.

Refrain
Manmay matinik nou bèl nou gran nou fô

fopa nou kité manman nou mô

annou pa lésé pèson divisé
 
nou kanmarad, ansanm nou ké genyen.

Refrain

### Traduction
Enfants de la Martinique, il est temps de se rassembler

Notre patrie a besoin de son peuple uni

On faut lutter pour sauver notre terre chérie

Qui a nous nourrit jusqu'aujourd'hui

Refrain:
Un petit îlet, qu'on jure être un paradis

Un morceau de terre, qui porte la vie

La Nature appelle les Martiniquais à se lever

La victoire est à nous si voulons

Nous ne serons pas debout sur la touche

Nous sommes venus ici pour marcher en avant

Les ancêtres montrent qu'ils furent vaillants guerriers

C'est pourquoi continuerons tous à nous battre

Refrain
Enfants de la Martinique, nous sommes beaux, grands et forts

Nous ne laisserons que notre patrie mourir

Ne permetterons personne à nous diviser

Camarades, ensemble nous vaincrons!

Refrain